# Aleksei Goryushkin
Aleksei Aleksandrovich Goryushkin (tiếng Nga: Алексей Александрович Горюшкин; sinh ngày 19 tháng 9 năm 1988) là một cầu thủ bóng đá người Nga. Anh thi đấu cho FC Tekstilshchik Ivanovo.